# Marat Ganeev
Marat Ganeev (n. 6 decembrie 1964, Kazan, RSFS Rusă, URSS) este un ciclist rus, medaliat olimpic. A participat la o ediție a Jocurilor Olimpice (1988) în care a câștigat o medalie de bronz.

## Participări
Lista de mai jos prezintă principalele competiții la care a participat Marat Ganeev de-a lungul carierei.
- cycling at the 1988 Summer Olympics – men's points race[*]